# Свети Атанасий (Пътеле)
Вижте пояснителната страница за други значения на Свети Атанасий.
„Свети Атанасий“ (на гръцки: Ιερός Ναός Αγίου Αθανασίου) е православна църква в леринското село Пътеле (Агиос Пантелеймонас), Гърция, енорийски храм на Леринската, Преспанска и Еордейска епархия на Вселенската патриаршия, под управлението на Църквата на Гърция.
Църквата е изградена на мястото на по-стар храм. В храма са запазени 13 ценни икони от XVIII и XIX век и едни царски двери.
Към църквата има енорийски център, в който са събрани ценни икони, старопечатни книги и други църковни предмети от старите, обновени по-късно храмове на селото – „Света Параскева“, „Свети Дух“, „Свети Пантелеймон“ и „Свети Атанасий“. В църквата има 118 икони, три разпятия и едни царски двери. Най-големият брой датира от XIX век – 20 икони от началото на века и 26 от края. Има пет икони от XVIII век, от 1789 година и 16 от XVII век, които датират от 1674 година и са дело на трима различни зографи. Към тази група принадлежат и разпятията и царските двери. Икони със сходна техника и стил има в Катраница (Пирги) и в Требища (Агиос Христофорос), Кайлярско.